# Barbara Wittig
Barbara Wittig geb. Osterwald (* 4. August 1944 in Gössitz) ist eine deutsche Politikerin (SPD).

## Leben und Beruf
Barbara Wittig besuchte bis 1958 die Grundschule in Salzwedel und machte von 1959 bis 1961 eine landwirtschaftliche Lehre mit dem Schulabschluss nach der 10. Klasse. In den Jahren 1961/62 besuchte sie die Arbeiter-und-Bauern-Fakultät in Potsdam und beendete diese mit dem Abitur. Es folgte von 1962 bis 1966 ein Studium der Germanistik/Slawistik an der Pädagogischen Hochschule in Potsdam, welches sie mit dem Staatsexamen beendete.
Sie arbeitet von 1966 bis 1973 als Lehrerin in Köthen und Halle (Saale) und war danach für ein Jahr Mitarbeiterin im Kulturbund. Von 1974 bis zur Wiedervereinigung 1990 arbeitet sie als Fachschullehrerin an der Medizinischen Fachschule in Halle und Cottbus/Hoyerswerda. Nach ihrem Landtagsmandat war sie von 1995 bis 1998 als Verwaltungsangestellte unter anderem beim Statistischen Landesamt des Freistaates Sachsen (Bereich Wahlen/Sonderzählungen).
Sie ist verheiratet und hat zwei Kinder.

## Politik
Im Januar 1990 war Barbara Wittig Mitbegründerin der SPD in Hoyerswerda. Dort fungierte sie 1993/94 als SPD-Ortsvereinsvorsitzende und war 1999 bis 2003 Unterbezirksvorsitzende. In den Jahren 1994 bis 2002 war sie Mitglied des Landesvorstandes der SPD und von 2002 bis 2006 stellvertretende Landesvorsitzende. Kommunalpolitisch war sie von 1990 bis 1995 Mitglied des Kreistages von Hoyerswerda und dort von 1994 bis 2000 Mitglied des Stadtrates.
Von 1990 bis 1994 war sie Mitglied des Sächsischen Landtages und von 1998 bis 2005 Mitglied des Deutschen Bundestags für den Bundestagswahlkreis 156 Kamenz – Hoyerswerda – Großenhain. Hier war sie Mitglied des Innenausschusses und beratendes Mitglied im Ausschuss für Verkehr.